# Impendle
Impendle es un municipio local sudafricano situado en el distrito de Umgungundlovu, en la provincia de KwaZulu-Natal.

## Superficie
Impendle tiene una superficie de 1610 km².

## Demografía
En 2022, tenía 36 648 habitantes, una densidad poblacional de 22,77 hab./km², y 7155 viviendas.